# Z 20 Karl Galster
Z 20 Karl Galster (1939–1956) war ein Zerstörer des Typs Zerstörer 1936 der deutschen Kriegsmarine.
Als einziges nach dem Unternehmen Weserübung 1940 noch vorhandenes Boot seiner Klasse überstand die Karl Galster den Zweiten Weltkrieg. Der Zerstörer gelangte als Kriegsbeute in die Sowjetunion und wurde erst nach 1960 verschrottet.

## Geschichte
Z 20 Karl Galster wurde am 14. September 1937 bei der DeSchiMAG-Werft AG „Weser“ in Bremen auf Kiel gelegt. Der Stapellauf erfolgte am 15. Juni 1938, in Dienst gestellt werden konnte der Zerstörer am 21. März 1939. Benannt war das Boot nach Kapitänleutnant Karl Galster, Sohn des Vizeadmirals Karl Galster (1851–1931), der im Ersten Weltkrieg am 25. März 1916 mit seinem Torpedoboot S 22 nach einem Minentreffer in der Nordsee untergegangen war.

### Verbandszugehörigkeit
Nach der Indienststellung wurde die Karl Galster der 4. Zerstörerdivision zugeteilt. Am 1. Dezember 1939 wurde die Karl Galster zur 3. Zerstörerflottille überstellt.

### Zweiter Weltkrieg
Mit der im Dezember 1939 aufgelösten 5. Zerstörerdivision unter FKpt. Hans Hartmann war die Karl Galster mit den Booten Diether von Roeder, Hermann Künne und Hans Lüdemann im September 1939 an der Verlegung der Westwall-Minensperren in der Nordsee beteiligt.
Vom 28. bis 30. September führte die Karl Galster zusammen mit den Zerstörern Wilhelm Heidkamp, Bernd von Arnim, Erich Giese, Diether von Roeder, Hermann Künne und Hans Lüdemann Handelskrieg im Skagerrak, wobei 58 Handelsschiffe durchsucht und neun mit einer Prisenbesatzung nach Kiel geschickt wurden.
Vom 17. bis 18. Oktober 1939 nahm die Karl Galster an einer Minenunternehmung des Führers der Torpedoboote (F.d.T.), KAdm. Lütjens, gegen die Mündung des Humber teil. Mit dabei waren die Zerstörer Wilhelm Heidkamp, Hermann Künne, Diether von Roeder, Friedrich Eckoldt und Hans Lüdemann. Am 12. und 13. November 1939 führte die Karl Galster mit den Zerstörern Hans Lüdemann, Wilhelm Heidkamp und Hermann Künne eine Minenunternehmung gegen die Themsemündung durch.
Ab 4. Juni 1940 war sie Teil des Geleits der im Rahmen des Unternehmens Juno an der norwegischen Küste operierte.
Z 20 evakuierte gegen Kriegsende Flüchtlinge über die Ostsee.

### Kommandanten
- 20. März 1939: Korvettenkapitän Theodor Freiherr von Mauchenheim (gen. v. Bechtolsheim)
- 4. August 1942: Fregattenkapitän Fro Harmsen
- 5. Januar – 10. Mai 1945: Fregattenkapitän Kuno Schmid

### Nachkriegszeit
Nach der Kapitulation wurde das Boot der Sowjetunion als Kriegsbeute zugesprochen.
In der ersten Februarwoche 1946 ging es, zusammen mit dem Zerstörer Z 14 Friedrich Ihn, zur Übergabe nach Libau, wo es als Protschny (Прочный) in Dienst gestellt wurde. Das Boot wurde erst um das Jahr 1956 außer Dienst gestellt.

## Anmerkungen

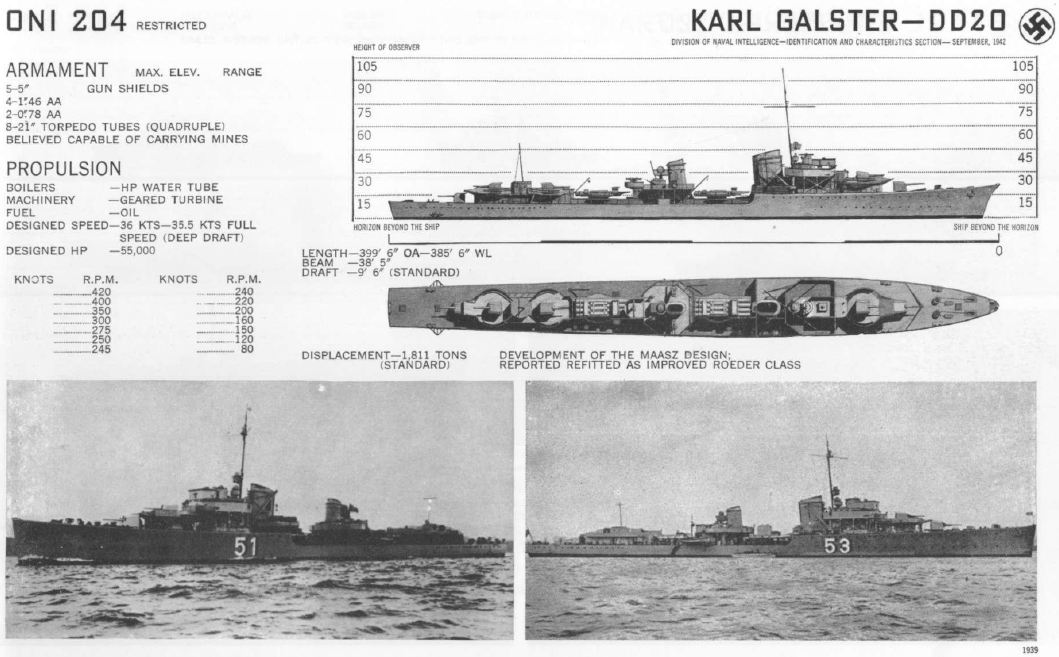
Silhouette von Z20 Karl Galster erstellt vom Office of Naval Intelligence der US-Marine